# Condado de Isle of Wight
O Condado de Isle of Wight é um dos 95 condados do estado americano de Virgínia. A sede do condado é Isle of Wight, e sua maior cidade é Isle of Wight. O condado possui uma área de 940 km² (dos quais 121 km² estão cobertos por água), uma população de 29 728 habitantes, e uma densidade populacional de 36 hab/km² (segundo o censo nacional de 2000). O condado foi fundado em 1634.